# 火星人 (探險活寶)
〈火星人〉（英語：Sons of Mars）是《探險活寶》第四季的第15集。在卡通頻道2012年7月23日播出。本集以阿寶和老皮為主角。在這一集裡，火星神格羅·戈伯·格羅·格羅德要逮捕魔法哥時，他用魔法冒充自己是老皮以逃脫審判，而真正的老皮已變成他的樣子。老皮向火星王亞伯拉罕·林肯求情，但阿寶已到火星救他的朋友時很快真相大白。